# 빌 에번스
빌 에번스(영어: Bill Evans, 본명:William John Evans)는 미국의 재즈 피아니스트이다. 그가 사용한 인상파적인 화성, 전통 재즈 래퍼토리의 창의적인 해석, 리듬과의 독립, 노래하는 듯한 선율은 많은 피아니스트들에게 영향을 주었다. 그는 세계 2차 대전 이후 가장 영향력있는 재즈 피아니스트로 평가된다. 그는 목을 매우 낮게 하여 피아노와 얼굴이 평행이 된 상태로 연주를 하는 독특한 스타일을 가지고 있었다. 다운 비트 재즈 명예의 전당에 올랐다.

## 일대기

### 태생, 유년기
빌 에반스는 미국 뉴저지주 플레인필드에서 러시아계 어머니와 웨일스계 아버지 사이에서 태어났다. 그는 어머니의 교회에서 첫 음악 교육을 받았다. 그의 어머니는 모던 클래식 작곡가에 관심이 있는 아마추어 피아니스트였으며, 그는 6세때부터 클래식 피아노 레슨을 시작하였다. 또한 13세에 숙련된 플룻연주자가 되었으며 바이올린도 연주할 수 있었다. 12세 때에는 그의 형 해리를 대신해 버디 발렌티노 밴드에 참여하였다. 당시 그는 고전적인 음악을 해석할 수 있었지만 즉흥 연주는 할 수 없었다.
초기에 그는 정확히 악보대로만 연주할 수 있었지만, 곡을 하모나이즈(화음화)하고 이것을 어떻게 활용하는지를 배우면서, 바로 즉흥연주를 시작하였다. 한편 그는 집 지하실에 설치된 녹음 스튜디오에서 댄스와 재즈 음악을 연주하였다. 1940년대 후반, 빌 에반스는 뉴저지의 여러 클럽에서 부기 우기 음악을 연주하였다. 그는 사우스이스턴 루이지애나 대학교에서 음악 공부를 하였다. 1950년 졸업 연주회에서 베토벤 피아노 협주곡 3번을 연주하였고, 피아노 연주 및 교육 학위를 받고 졸업하였다. 그는 또한 사우스이스턴 루이지애나 대학교에서 친목 풋볼 팀의 쿼터백으로 활약하였고 1949년 교내 대회의 우승에 기여하였다.
그의 첫 번째 프로 활동은 시카고에서 활동한 색소폰 연주자 허비 필즈의 밴드에서였다. 1950년 여름, 밴드는 동부해안에 위치한 할렘의 아폴로 극장에서의 공연을 포함하여 3개월간 빌리 홀리데이와 연주하였고, 필라델피아, 볼티모어, 워싱턴 D.C의 하워드 극장에서도 공연하였다. 밴드에는 허비 필즈와 빌 에반스 외에도 트럼펫 연주자 지미 노팅엄, 트롬본 연주자 프랭크 로솔리노, 베이시스트 짐 아톤도 있었다.
시카고로 돌아온 후, 그와 짐 아톤은 시카고 클럽에서 2인조로 활동하며, 가수 럴린 헌터와 함께 연주하기도 하였다. 얼마 후, 빌 에반스는 입대 제의를 받고 미 육군에 입대하였다. 군 복무를 마친 후, 그는 뉴욕으로 돌아가 나이트클럽에서 재즈 클라리넷 연주자 토니 스콧 및 다른 리드 연주자와 함께 연주하였다. 이후 그는 젊은 음악 학도들을 가르친 매네스 음악 대학교에 작곡으로 석사 학위를 받았다.

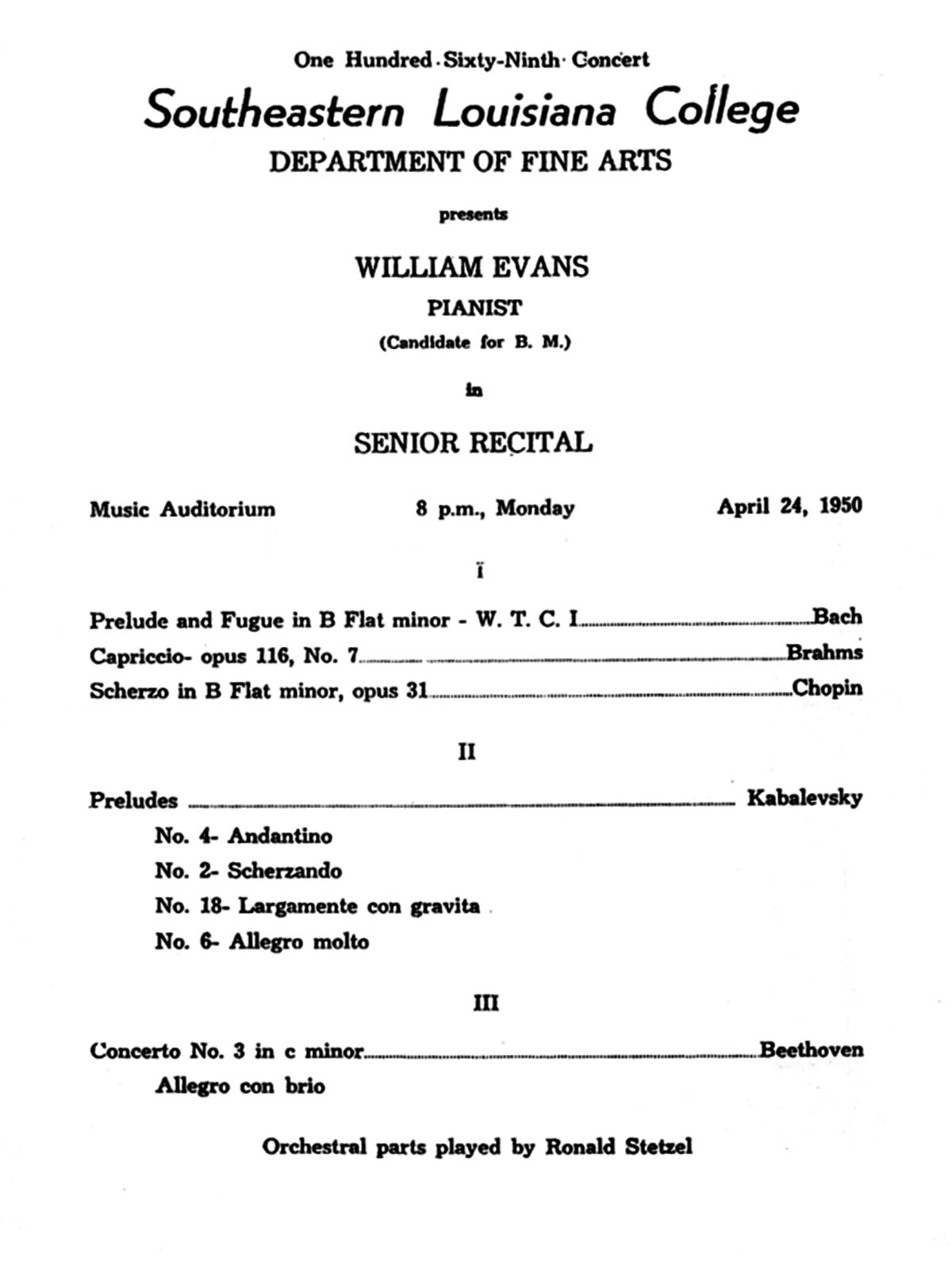
빌 에반스의 졸업 연주회 관련문서

### 1950년대
뉴욕에서 활동하던 1950년대, 빌 에반스는 전통적이면서도 서드스트림(재즈와 클래식을 혼합한)으로 불리는 재즈 그룹에서 사이드맨 인식을 얻게 됐다. 이 시기 동안 그는 당대 최고의 재즈 음악가들과 다양한 기반에서 녹음을 하는 기회를 잡았다. 작곡가이자 이론가인 조지 러셀과 함께한 "Concerto for Billy the Kid"와 "All About Rosie"는 그의 솔로 연주로 유명한 레코딩이다. 또한 그는 찰스 밍거스, 올리버 넬슨, 토니 스콧, 아트 파머의 유명한 앨범에도 참여하였다.
1956년 그는 리버사이드 레코드에서 "Waltz for Debby"의 오리지널 버전이 수록된 데뷔 앨범 "New Jazz Conceptions"을 발표했다. 프로듀서 오린 킵뉴스는 데모 테입을 기타리스트 먼델 로우 연주로 전화를 통해 들려주어 녹음을 꺼리던 그를 설득하였다.
1958년 그는 마일즈 데이비스의 섹스텟에 유일한 백인 멤버로 가입되었다. 비록 8개월의 짧은 기간이었지만, 그의 내적 접근을 위한 즉흥연주는 마일즈 데이비스의 스타일에 깊은 영향을 주었으며, 이는 재즈 역사상 가장 성과적인 사건 중 하나였다. 마일스 데이비스는 그의 자서전에서 “그는 피아노 앞에선 조용했다. 그가 가진 사운드는 반짝이는 선율 또는 맑은 폭포에서 떨어지는 상쾌한 물줄기 같았다.”라고 하였다. 또한 “나 또한 그에게 많은 것을 배웠다. 그는 반드시 연주되었어야 하는 연주를 하였다.”라고도 하였다.
자신이 리더를 하는 프로젝트를 하고 싶어한 그는 1958년 말 마일스 데이비스 섹스텟을 떠났다(약물 문제의 증가 때문이기도 함). 얼마 후, 그는 명상적인 사운드를 수록한 “Everybody Digs Bill Evans”를 녹음하였다. 그러나 1959년 초, 마일스 데이비스의 요청으로 “Kind of Blue”를 녹음하기 위해 마일스 데이비스 섹스텟에 돌아왔다. “Blue in Green”을 공동작곡하였으며, “Flamenco Sketches”는 그의 1958년 솔로 앨범 “Everybody Digs Bill Evans”의 “Peace Piece”라는 곡의 부분을 활용한 형태였음에도, 수년간 이 앨범에 대한 그의 기여도는 간과되었다. 또한 그는 “Kind of Blue”의 라이너 노트도 작성하였다(재즈 즉흥연주를 일본 시각 예술에 비유하여 표현한). 1959년 가을 그는 자신의 트리오를 시작하였다.

### 1960년대
1960년대가 시작되며, 빌 에반스는 베이시스트 스콧 라파로(Scott LeFaro)와 드러머 폴 모시안과 함께하는 트리오를 이끌었다. 이 그룹은 역대 피아노 트리오와 재즈 밴드 가운데 가장 많은 극찬을 받은 그룹 중 하나가 되었다. 이 그룹에서 그는 동시에 펼쳐지는 즉흥연주에서 솔로 주자와 반주자의 경계를 약하게 하고, 밴드 멤버들 간의 인터플레이에 중점을 둔 고전 재즈 스탠더드와 원곡 구성에 초점을 맞췄다.
그와 젊은 연주자 스콧 라파로의 협주는 상당한 음악적 공감을 이끌어 낼 정도로 매우 성과적이었다. 이 트리오는 “Portrait in Jazz”, “Explorations”, “Sunday at the Village Vanguard”, “Waltz for Debby” 네장의 앨범을 녹음하였다. 마지막 두 앨범은 같은 날 라이브로 녹음되었으며, 아직까지도 역사상 가장 위대한 재즈 음반으로 불린다. 2005년 이 모든 세트는 “The Complete Village Vanguard Recordings, 1961”이라는 3장의 CD로 발매되었다. 이 트리오의 잘 알려지지 않은 음반 중 1960년 초 라디오 방송에서 녹음된 “Live at Birdland”도 있지만 음질이 매우 좋지 않다.
피아노 트리오의 새롭고 자유로운 인터플레이 외에도 재즈에서는 거의 없었던 매우 느리며, 매우 조용한 연주도 시도하였다(“My Foolish Heart”의 연주와 같은). 그의 화성 및 보이싱은 매우 인상적이고, 드뷔시, 라벨, 스크리아빈, 사티에와 같은 클래식 작곡가를 연상케 하였다. 또한 마일스 데이비스와 함께 하던 시절 사용하던 두꺼운 블록 코드를 사용하지 않았다. 왼손의 보이싱이 오른손의 멜로디 라인 연주를 돕는 흔치 않은 주법은 재즈 피아니스트 버드 파웰의 영향으로 인한 것이었다. 마일스 데이비스, 그와 같은 모달 재즈의 선구자들은 비밥이나 기타 이전 재즈의 작풍과는 다른 식의 화성을 선호하였다.
“Time Remembered”와 같은 곡에서는 코드 변화를 많게 하거나, 비밥에서 파생된 스타일을 적게 흡수하고, 대신 음색 내에서 예측 불허한 진행을 많이 구사하였다. 이는 스윙의 변화를 가능케 하였으며, 새로운 사운드를 연주한 훌륭한 솔로에서 자연스럽게 나타났다. 빈번한 병치 화음으로 인해 많은 작곡가들이 “plateau modal”이라 하는 “Time Remembered”의 스타일을 참고하였다. 스콧 라파로는 뱅가드 공연 10일 후, 교통사고로 인해 25세의 나이로 사망하였고 그는 실의에 빠졌다. 그는 몇 달간 공식적인 녹음 및 공연을 하지 않았다.
라파로의 사망 이후 그의 첫 녹음은 기타리스트 짐 홀과의 듀엣 앨범이자 United Artist Jazz Records에서 1963년에 발매된 “Undercurrent”였다. 1962년 4월 24일, 두 연주자의 녹음은 현재도 널리 호평받고 있는 클래식 재즈 피아노-기타의 듀엣 녹음이다. 이 앨범은 사진작가 토니 프리셀이 촬영한 인상적인 표지 사진 “Weeki Wachee Spring, Florida” 로도 주목받았다. 원래 LP와 첫 재발매 CD는 작은 크기의 청색 버전에 제목과 블루 노트 로고가 입혀져 있었지만, 최근의 많은 재발매반은 원래의 크기와 흑백 색상이며, 문자 도안이 없다.
1962년 그의 트리오는 재구성되었다. 베이시스트는 척 이스라엘스가 대신하게 되었으며 드럼은 그대로 폴 모시안이 유지되었다. 그리고 두 앨범 “Moon Beams”와 “How My Heart Sings!”을 발매하였다. 1963년, 리버사이드에서 훨씬 더 큰 레이블인 버브로 옮겼으며, 그는 곡 별로 최대 세 개의 개별 트랙의 피아노를 오버더빙한 획기적인 앨범 “Conversations With Myself”를 녹음하였다. 이 앨범으로 그는 첫 그래미상(솔로 연주자 및 소그룹 - 최우수 재즈연주 부분)을 수상하였다. 버브에서 그는 많은 작품을 녹음하였지만, 예술적인 성과는 평탄하지 못했다.
척 이스라엘스의 빠른 성장과 창의적인 새 드러머 그래디 테이트가 있었음에도 불구하고, 그의 재창조된 즉흥연주가 두드러진 앨범 “Bill Evans Trio with Symphony Orchestra”(가브리엘 파우레의 “Pavane”가 수록된)은 주목받지 못하였다. 타운 홀에서의 빅 밴드 라이브 앨범과 같은 독특한 시도도 있었지만 그의 불만으로 인해 발매되지 않았고, 심포니 오케스트라와 함께한 앨범도 평론가들에게 좋은 평을 받지 못하였다(비록 파반느 공연에서의 재즈 트리오 부분은 다소 성공적으로 출시되었지만). 이 시기에 그의 매니져 헬렌 킨은 중요한 영향을 미치기 시작했다. 그 분야 최초의 여성 중 한명인 그녀는 그가 자학적인 생활방식을 가졌음에도 불구하고, 그가 악화되지 않고 계속 나아갈 수 있도록 도와주었다.
1966년, 그는 주목할만한 젊은 푸에르 토리코 베이스 연주자 에디 고메즈를 발굴하였다. 에디 고메즈는 11년간 머물며 그의 연주와 그의 트리오의 컨셉에 새롭고 발전적인 영향을 주었다. 이 시기의 가장 중요한 앨범 중 하나는 1968년에 발매된 “Bill Evans at the Montreux Jazz Festival”이다. 이 앨범은 그와 드러머 잭 드조넷이 함께한 유일한 앨범이지만 트리오의 주목할만한 에너지와 인터플레이로 평론가와 팬들의 사랑을 받았다. 이 시기에 주목받은 다른 작품들은 “Bill Evans at Town Hall”(1966)에 수록된 “Solo - In Memory of His Father”, 기타리스트 짐 홀과의 성공적인 두 번째 협연 “Intermodulation”(1966)에 수록된 "Turn Out the Stars”, 14분이 넘는 버전의 “Never Let Me Go”가 수록된 절제되고 투명한 연주의 솔로 앨범 “Alone”(1968) 등이 있다. 1969년 그는 헬싱키에 있는 일카 쿠시스토의 집에 방문하여 공연 전 재즈에 대한 인터뷰를 하였다.

### 1970년대
1968년부터 마티 모렐이 트리오의 드럼을 맡아서 1975년 가족 사정으로 그만두었다. 이 그룹이 빌 에반스의 그룹 중 가장 오랫동안 안정적으로 유지되었다. 그는 마약 습관을 떨쳐버렸고 개인적으로도 안정적인 시기였다. 그룹은 처음으로 일렉트릭 피아노를 사용한 "Left to Right"(1970), 그래미에서 두개의 상을 수상한 "The Bill Evans Album"(1971), "The Tokyo Concert"(1973), "Since We Met"(1974), "But Beautiful"(1974), 트리오와 전설적인 테너 색소폰 연주자 스탄 겟츠가 홀란드, 벨기에에서의 라이브 공연(그가 사망한 이후인 1996년에 발매됨) 등의 앨범을 발매했다.
마틴 모렐은 예전 트리오의 타악기 연주자들과는 달리 에너지가 넘치고 직선적인 연주를 하는 드러머였다. 마틴 모렐이 떠난 후 그는 에디 고메즈와 "Intuition", "Montreux III" 두 개의 듀오 앨범을 녹음하였다. 1974년, 그는 클로스 오거맨이 작곡한 “Symbiosis”라는 다악장 재즈 협주곡 앨범(MPS 레코드 레이블에서 발매)을 녹음했다. 또한 가수 토니 베넷과 함께 1975년에 “The Tony Benett/Bill Evans Album”, 1977년에 “Together Again” 앨범을 발매하였다. 1975년 9월 13일, 그의 아들 에반 에반스가 태어났다. 에반 에반스는 아버지의 잦은 투어활동으로 인해 아버지를 자주 보지 못하였다. 그는 10세에 대학의 20세기 작곡, 연주, 전자 작곡 과정에 열정적으로 참여하며, 영화 음악 작곡에서 천재적 재능을 보였다. 그는 또한 랄로 쉬프린과 음악가 버나드 마우리와 함께 아버지의 많은 작품을 연구하였다.
1976년, 드럼의 마티 모렐은 엘리엇 지그먼드로 교체되었다. 수 차례의 흥미로운 협연이 있었으며, 트리오의 앨범 녹음이 가능했던 1977년까지 유지되었다. “I Will Say Goodbye”(그의 마지막 앨범, Fantasy Records에서 발매)와 “You Must Believe in Spring”(그 사망 후 워너 브라더스에서 발매)에서는 그의 마지막일 것이라는 변화가 눈에 띄었다. 가장 중점적으로 그룹의 즉흥연주와 상호연주에서였다. 그는 새로운 범위의 솔로잉 표현을 시도하였고 실험적인 화성 및 조성을 시도하였다. 에디 고메즈와 엘리엇 지그먼드는 1978년 그를 떠났다. 그는 1957년 자신의 두 번째 앨범을 같이 녹음했던 (빌에반스가 항상 좋아했던) 필리 조 존스에게 빈 자리를 채워줄 것을 요청했다. 몇몇 베이시스트와 함께 하였지만 마이클 무어가 가장 오래 머물렀다. 그 트리오의 가장 마지막 멤버는 베이스에 마크 존슨, 드럼에 조 라바베라였다.

### 사망
빌 에반스의 약물 중독은 1950년대 후반 마일스 데이비스와 함께하는 즈음 시작되었다. 그의 헤로인 중독 상태는 활동기간 대부분이었고 1960년대에 가장 심각하였다. 헤로인 중독으로 인해 건강과 경제사정이 좋지 않았다. 1960년대가 끝나면서, 헤로인 중독에서 벗어나는 모습을 보였으나 1970년대 코카인을 사용하게 되면서 아주 심각한 상태에 빠졌다. 그는 약물 과용, 간 손상, 평생동안 싸워온 간염으로 인해 매우 피폐해졌으며, 1980년 9월 출혈성 궤양, 간경변, 기관지 폐렴으로 인해 뉴욕에서 숨졌다. 그의 친구 진 리즈는 피터 페팅거를 통해 그의 약물 중독을 “역사상 가장 긴 자살"이라고 표현했다. 그의 묘는 Roselawn 기념 공원 묘지(161구역 K), Baton Rouge, East Baton Rouge Parish, Louisiana에 있으며, 그보다 1년 먼저 사망한 그의 형 해리 에반스 묘의 옆이다.

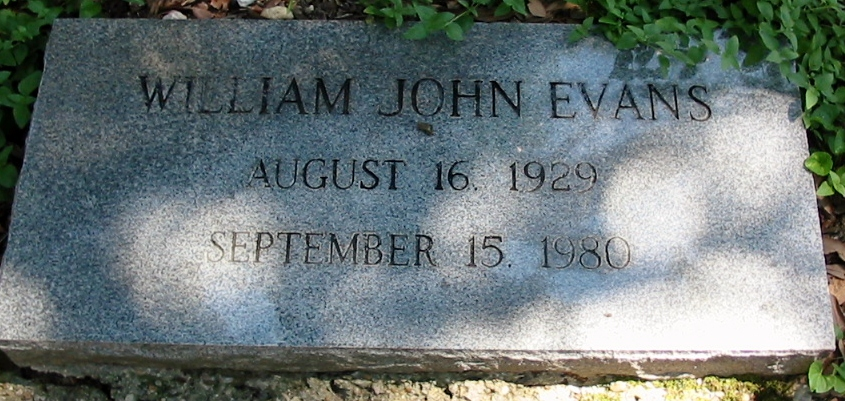
빌 에번스의 묘

## 영향
음악 평론가 리차드 S.기넬은 “시대를 풍미한 빌 에반스는 피아니스트들에게는 완벽한 스승이며 청취자에게는 특별한 느낌을 전해주었다”고 기록하였다. 재즈 피아니스트들에게 빌 에반스는 가장 많은 영향을 미쳤다(젊은 연주자들에게 맥코이 타이너가 유일하게 비슷한 영향을 미쳤다). 칙 코리아, 허비 행콕, 존 테일러, 스티브 쿤, 돈 프라이드먼, 마리안 맥파트랜드, 데니 제이트린, 보보 스텐슨, 워렌 번하트, 미셸 페트루치아니, 키스 자렛 등 세계 많은 뮤지션들에 의해 빌 에반스는 기억되고 있다.
빌 에반스의 음악은 프레드 허쉬, 빌 찰랩, 라일 메이즈, 엘리안 엘리아스, 브래드 멜다우 등 젊은 피아니스트들의 의해 계속되고 있다. “Conversations with Myself”와 “Further Conversations with Myself”는 여러번 오버더빙으로 만들어진 혁신적인 솔로 연주였다. “Waltz for Debby”, “Turn Out the Stars” , “Very Early”, “Funkallero”는 등 그의 많은 곡은 재즈 스탠더드로서 매우 많이 녹음되었다. 많은 헌정 앨범이 그의 사망 후 발매되었다. 팻 메스니의 “September 15th”가 그 중 하나이다. 그는 7번의 그래미상에서 31번 후보에 올랐다. 1994년에는 그래미 평생 공로상을 수상하였다.

## 앨범
| 연도          | 앨범                                                      |
| ------------- | --------------------------------------------------------- |
| 1956년        | New Jazz Conceptions                                      |
| 1958년        | Everybody Digs Bill Evans                                 |
| 1959년        | On Green Dolphin Street                                   |
| 1959년        | The Ivory Hunters                                         |
| 1959년        | Portrait in Jazz                                          |
| 1961년        | Explorations                                              |
| 1961년        | Sunday at the Village Vanguard                            |
| 1961년        | Waltz for Debby                                           |
| 1962년        | Nirvana                                                   |
| 1962년        | Undercurrent                                              |
| 1962년        | Moon Beams                                                |
| 1962년        | How My Heart Sings!                                       |
| 1962년        | Interplay                                                 |
| 1962년        | Empathy                                                   |
| 1962년        | Loose Blues                                               |
| 1963년        | The Solo Sessions, Vol. 1                                 |
| 1963년        | The Solo Sessions, Vol. 2                                 |
| 1963년        | The Gary McFarland Orchestra                              |
| 1963년        | Conversations With Myself                                 |
| 1963년        | Plays the Theme from The V.I.P.s and Other Great Songs    |
| 1963년        | Time Remembered                                           |
| 1963년        | At Shelly's Manne-Hole                                    |
| 1964년        | Trio '64                                                  |
| 1964년        | Stan Getz & Bill Evans                                    |
| 1964년        | Trio Live                                                 |
| 1964년        | Waltz for Debby                                           |
| 1965년        | Trio '65                                                  |
| 1965년        | Bill Evans Trio with Symphony Orchestra                   |
| 1966년        | Bill Evans at Town Hall                                   |
| 1966년        | Intermodulation                                           |
| 1966년        | A Simple Matter of Conviction                             |
| 1967년        | Further Conversations with Myself                         |
| 1967년        | California Here I Come                                    |
| 1968년        | Bill Evans at the Montreux Jazz Festival                  |
| 1968년        | Bill Evans Alone                                          |
| 1969년        | What's New                                                |
| 1969년        | Autumn Leaves                                             |
| 1969년        | Jazzhouse                                                 |
| 1969년        | You're Gonna Hear From Me                                 |
| 1969년        | Quiet Now                                                 |
| 1970년        | Montreux II                                               |
| 1971년        | The Bill Evans Album                                      |
| 1972년        | Living Time                                               |
| 1973년        | The Tokyo Concert                                         |
| 1973년-1975년 | Eloquence                                                 |
| 1973년        | Half Moon Bay                                             |
| 1974년        | Since We Met                                              |
| 1974년        | Re: Person I Knew                                         |
| 1974년        | Symbiosis                                                 |
| 1974년        | But Beautiful                                             |
| 1974년        | Blue in Green: The Concert in Canada                      |
| 1974년        | Intuition                                                 |
| 1975년        | The Tony Bennett/Bill Evans Album                         |
| 1975년        | Montreux III                                              |
| 1975년        | Alone Again                                               |
| 1976년        | Quintessence                                              |
| 1976년        | Together Again                                            |
| 1977년        | Crosscurrents                                             |
| 1977년        | I Will Say Goodbye                                        |
| 1977년        | You Must Believe in Spring                                |
| 1978년        | Getting Sentimental                                       |
| 1978년        | New Conversations                                         |
| 1979년        | Affinity                                                  |
| 1979년        | Marian McPartland's Piano Jazz                            |
| 1979년        | We Will Meet Again                                        |
| 1979년        | Homecoming                                                |
| 1979년        | The Paris Concert: Edition One                            |
| 1979년        | The Paris Concert: Edition Two                            |
| 1980년        | Turn Out the Stars: The Final Village Vanguard Recordings |
| 1980년        | Letter to Evan                                            |
| 1980년        | Turn Out the Stars                                        |
| 1980년        | The Last Waltz: The Final Recordings                      |
| 1980년        | Consecration: The Final Recordings Part 2                 |